# كارل تيلمان
كارل تيلمان (بالإنجليزية: Karl Tilleman) مواليد 1 نوفمبر 1960 في أوغدن، هو لاعب كرة سلة أمريكي. تم اختياره من قبل فريق دنفر ناغتس خلال الدرافت. يبلغ طوله 6 قدم 2 بوصة (1.9 م). مثّل منتخب بلاده. شارك في دورة الألعاب الأولمبية الصيفية سنة 1984. حقق المركز الأول في الألعاب الجامعية الصيفية 1983.

## سجل المنافسة
شارك في المنافسات التالية:
- الألعاب الأولمبية الصيفية 1984
- الألعاب الأولمبية الصيفية 1988

## الميداليات
| الميدالية | المسابقة                      |
| --------- | ----------------------------- |
| ذهبية     | الألعاب الجامعية الصيفية 1983 |

## روابط خارجية
- كارل تيلمان على موقع الاتحاد الدولي لكرة السلة (الإنجليزية)
- كارل تيلمان على موقع سبورتس رفرنس (الإنجليزية)
- كارل تيلمان على موقع ريلجم (الإنجليزية)
- كارل تيلمان على موقع سبورتس رفرنس (الإنجليزية)
- كارل تيلمان على موقع أوليمبيديا (الإنجليزية)
- كارل تيلمان على موقع اللجنة الأولمبية الكندية (الإنجليزية)